# Nuttallanthus subandinus
Nuttallanthus subandinus är en grobladsväxtart som först beskrevs av Friedrich Ludwig Diels, och fick sitt nu gällande namn av David A. Sutton. Nuttallanthus subandinus ingår i släktet indiansporrar, och familjen grobladsväxter. Inga underarter finns listade i Catalogue of Life.